# Le Détenu
 (juin 2019).
Si vous disposez d'ouvrages ou d'articles de référence ou si vous connaissez des sites web de qualité traitant du thème abordé ici, merci de compléter l'article en donnant les références utiles à sa vérifiabilité et en les liant à la section « Notes et références ».
Le Détenu (El Recluso) est une série télévisée américaine en treize épisodes de 45 minutes produite par Telemundo International Studios. Il s'agit d'une adaptation de la série télévisée argentine intitulée El Marginal créée par Sebastián Ortega et Adrián Caetano.
Elle est diffusée entre le 25 septembre et le 11 octobre 2018 sur Telemundo, et mise en ligne à l'international sur Netflix, incluant les pays francophones.

## Synopsis
Un ex-Marine américain, Lázaro Mendoza, entre dans une prison de sécurité maximale au Mexique (La Rotunda), sous une fausse identité et accusé d'un prétendu triple homicide. Désormais, en tant que Dante Pardo, sa mission consiste à s'infiltrer à l'intérieur d'un dangereux gang de prisonniers et de gardiens qui opère à l'intérieur et à l'extérieur de la prison. Ils sont les principaux suspects dans l'enlèvement de la fille adolescente d'un juge américain nommé John Morris. Au sein de La Rotunda, Lázaro doit découvrir qui est le cerveau de l'enlèvement et retrouver la trace de la jeune fille.

## Distribution
- Ignacio Serricchio : Lázaro Mendoza / Dante Pardo
- Ana Claudia Talancón (VF : Flora Brunier) : Frida Villarreal
- Flavio Medina (VF : Julien Kramer) : Peniche
- Luis Felipe Tovar : Mariano Tavares
- David Chocarro (VF : Laurent Morteau) : Santito
- Mariana Seoane : Roxana
- Guy Ecker (VF : Nicolas Marié) : John Morris
- Isabella Castillo (VF : Jessica Monceau) : Linda Morris
- Bradley Stryker : Jack
- Gustavo Sánchez Parra (es) (VF : Fabrice Lelyon) : Cuauhtémoc
- Leonardo Ortizgris (es) : Florentino
- Alejandro Calva (es) (VF : Constantin Pappas) : La Foca
- Rodrigo Oviedo (es) (VF : Tommy Lefort) : Silvestre
- Ramón Medina (VF : Éric Peter) : Marcial
- Erik Hayser : Jeremy Jones
- Diego Calva (VF : Stanislas Forlani) : El Rubio
- Kristyan Ferrer (es) (VF : Benjamin Bollen) : El Syka
- Juan Pablo Castañeda (VF : Gilduin Tissier) : El Picudo
- Héctor Suárez (es) : El Procurador
- Armando Espitia (es) (VF : Jim Redler) : Bocinas
- Hector Kotsifakis (es) (VF : Marc Saez) : El Muerto
- Ricardo Esquerra (VF : Serge Faliu) : El Sobaco
- Moisés Arizmendi (es) (VF : Thierry Kazazian) : Porfirio
- Pepe Alonso (es) : El Elegante
- Tiaré Scanda (es) (VF : Armelle Gallaud) : Azucena Tavares
- Adriana Barraza : Elsa Mendoza

 Source et légende : version française (VF) sur RS Doublage